# Kathedrale von Llandaff

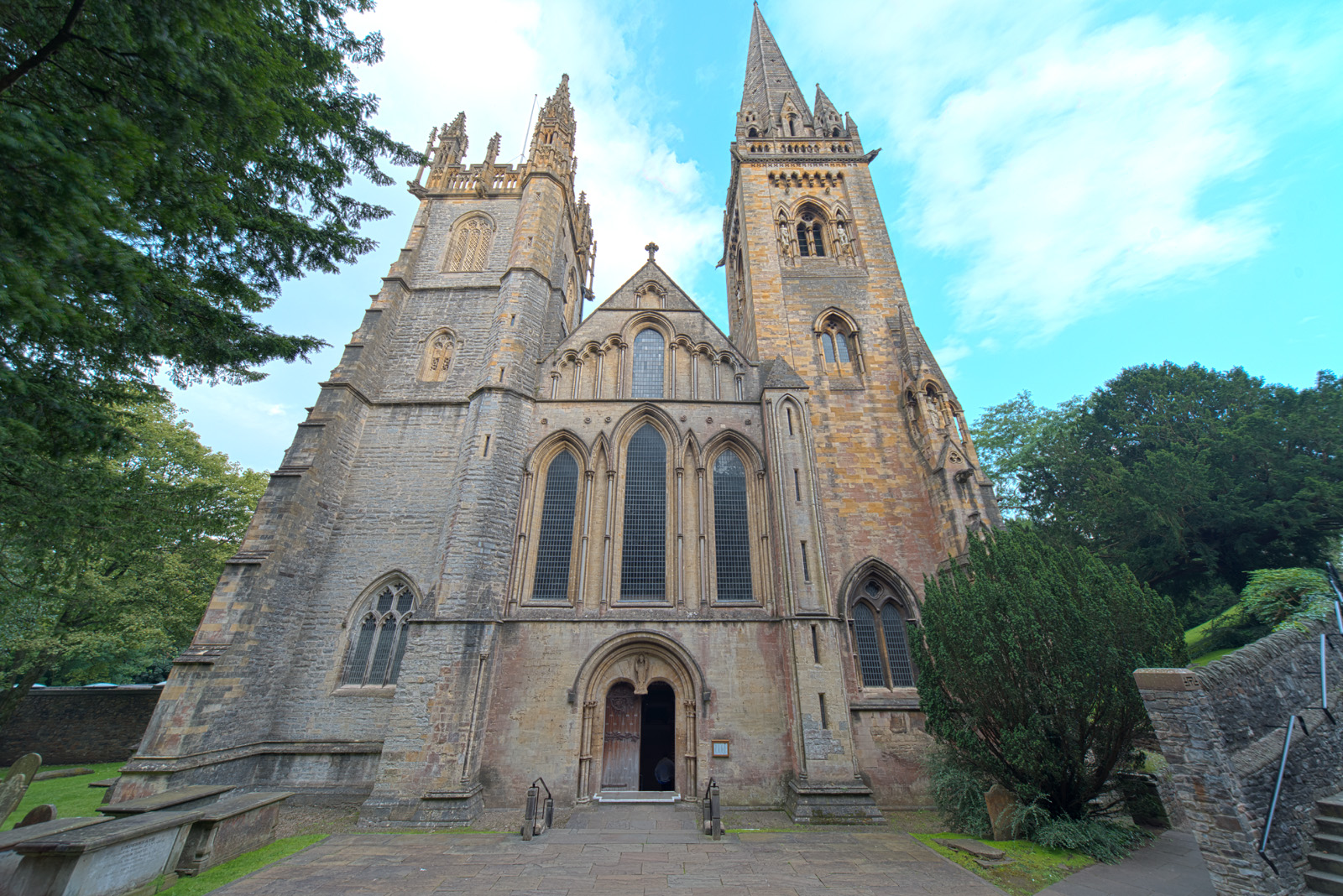
Die Westfassade der Kathedrale

Die Kathedrale von Llandaff (englisch Llandaff Cathedral, walisisch Eglwys  Gadeiriol  Llandaf, eigentlich Cathedral Church of SS Peter & Paul, Dyfrig, Teilo and Euddogwy)  ist eine Kirche in Wales. Sie ist Mutterkirche und Bischofssitz der Diözese Llandaff der anglikanischen Church in Wales. Sie ist zugleich Pfarrkirche für die Kirchengemeinde von Llandaff. Die Peter und Paul, Dyfrig (englisch Dubricius), Teilo und Euddogwy (englisch Oudoceus) geweihte Kathedrale liegt südlich des River Taff in der alten City of Llandaff, die heute ein Stadtteil der walisischen Hauptstadt Cardiff ist. Obwohl sie durch ihre Lage am Flussufer tiefer als die Altstadt von Llandaff liegt, ist sie das beherrschende Gebäude des Stadtteils. Die als Kulturdenkmal der Kategorie Grade I klassifizierte Kirche liegt inmitten eines Cathedral Green, zu den umgebenden Gebäuden gehören die 1880 wiedergegründete Cathedral School (mit einem bekannten Chor) und die Ruinen des mittelalterlichen Bischofpalasts.

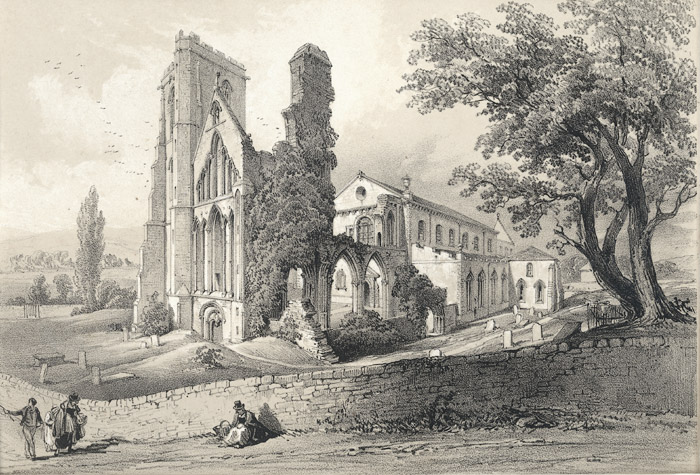
Die Kathedrale um 1846 mit dem Italian Temple

## Baugeschichte
Die Kathedrale von Llandaff gilt als eine der ältesten christlichen Stätten in Großbritannien. Um 560 soll Dyfrig an der Stelle, wo die alte Römerstraße in einer Furt den River Taff durchquert, eine christliche Gemeinde gegründet haben. Sein Nachfolger wurde Teilo, diesem folgte sein Neffe Euddogwy. Diese drei keltischen Heiligen sind Patrone der Kathedrale, weshalb das Wappen der Kathedrale drei Mitren besitzt. Aus dieser frühchristlichen Periode stammt noch das Keltenkreuz, das 1870 in der Ruine des Bischofpalasts wiederentdeckt wurde und sich seitdem im südlichen Seitenschiff der Kathedrale am Eingang zum Kapitelhaus befindet. Die frühmittelalterliche, allerdings nur kleine Kirche befand sich auf einem kleinen befestigten Hügel, der Schutz vor Angriffen von Seeräubern bot, die vom Bristol Channel den River Taff hinauffuhren.
Der Bau der heutigen Kathedrale wurde 1120 durch Bischof Urban, den ersten von den normannischen Eroberern eingesetzten Bischof, begonnen. Urban plante die Kathedrale als Mittelpunkt seiner Diözese, die bald schon nach Llandaff benannt wurde. Er erweiterte auch die Patrozinien der Kathedrale um das des Simon Petrus, um seine Bindung an die römische Kirche zu verdeutlichen. Ab 1200 wurde die Kathedrale unter Bischof Henry of Abergavenny verlängert, so dass sie eine neue Westfassade erhielt. Dazu entstand um 1250 das südlich an den Chor angebaute Kapitelhaus und bis 1287 wurde unter Bischof William de Braose im Osten die Lady Chapel angebaut, die im Gegensatz zum Rest der Kathedrale weitgehend erhalten blieb. Ein weiterer Ausbau erfolgte im 14. Jahrhundert, als die Fenster der Seitenschiffe im Decorated Style umgestaltet wurden. Ursprünglich besaß die Kathedrale einen freistehenden Glockenturm, der um 1250 auf dem kleinen Hügel anstelle der frühmittelalterlichen Kirche errichtet wurde. Um 1485 wurde der Nordturm der Kathedrale errichtet, der nach seinem Erbauer Jasper Tudor Jasper Tower genannt wird und als neuer Glockenturm dient. Der alte Glockenturm dagegen verfiel. Im 15. Jahrhundert verlegten die Bischöfe ihre Residenz nach Mathern bei Chepstow. Bis zur Reformation unter König Heinrich VIII. war die Kathedrale noch ein Wallfahrtsziel, das vor allem wegen des Grabs des heiligen Teilo besucht wurde. Durch das Verbot der Wallfahrten verlor das Bistum jedoch seine Haupteinnahmequelle zum Unterhalt der Kathedrale. Die vernachlässigte Kathedrale verfiel, nur die Lady Chapel wurde weiter für Gottesdienste benutzt. Der Jasper Tower und das Dach der Kirche wurden während des großen Sturms 1703 beschädigt, das Hauptschiff wurde zur dachlosen Ruine. 1722 stürzte der aus dem 12. Jahrhundert stammende Südwestturm ein.

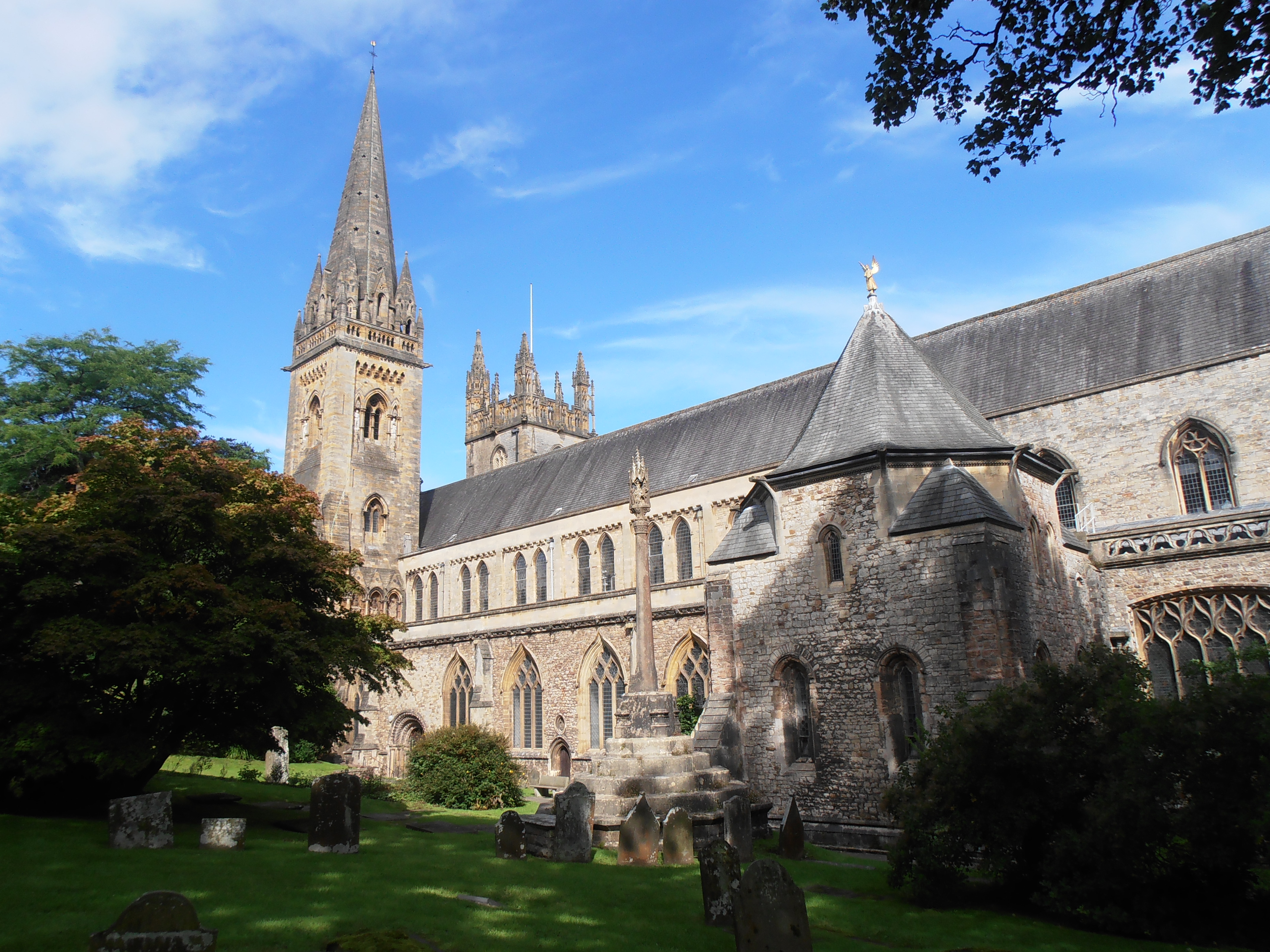
Das Hauptschiff von Süden, im Vordergrund das Kapitelhaus

Erst 1734 begann eine Restaurierung der Kirche, doch zunächst wollte der Architekt John Wood der Ältere innerhalb der mittelalterlichen Ruine einen Italian Temple im klassizistischen Stil errichten. Sein Bau zerstörte weitere Teile der mittelalterlichen Kirche, der Bau wurde jedoch 1752 eingestellt und nie vollendet. Erst im 19. Jahrhundert besaß die Diözese wieder die Mittel, um die Kirche ab 1843 anfangs durch Thomas Henry Wyatt, später jedoch vor allem durch John Pritchard und John Pollard Seddon im neugotischen Stil restaurieren zu lassen. Bei dieser Restaurierung wurde der Bau von Wood wieder abgetragen, 1857 waren der Chorraum und das Kirchenschiff wieder vollendet. 1869 war mit dem Bau des neuen Südwestturms, des Pritchard Tower, die Restaurierung der Kathedrale abgeschlossen.
Während des Zweiten Weltkriegs wurde die Kathedrale durch deutsche Luftangriffe auf Cardiff schwer beschädigt. Am 2. Januar 1941 traf eine Luftmine die Kathedrale, die dadurch wieder zur Ruine wurde. Ab dem 30. April 1942 konnten wieder Gottesdienste in der provisorisch wieder hergerichteten Lady Chapel gefeiert werden. Der äußere Wiederaufbau wurde unter George Nicholson begonnen und erfolgte ab 1949 durch den von Le Corbusier beeinflussten George Pace, der den Wiederaufbau frei nach dem historischen Vorbild ausführte. 1957 war der Wiederaufbau des Äußeren abgeschlossen, die Neugestaltung des Innenraums bis 1960. Von 1985 bis 1990 erfolgte eine Renovierung der Kirche.

## Baubeschreibung

### Äußeres

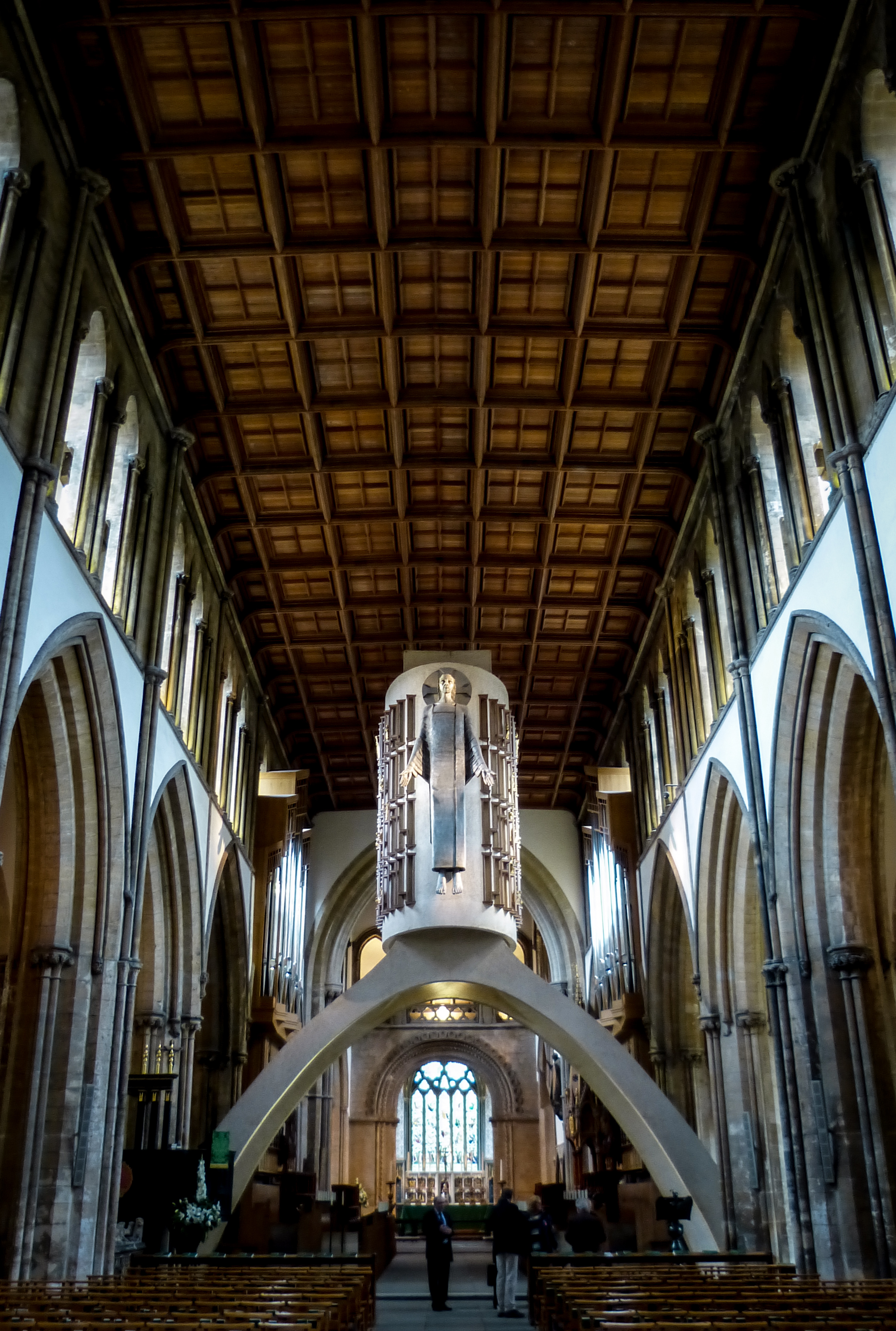
Der Innenraum, Blick nach Osten, mit Epsteins Christ in Majesty

Die als querhauslose Basilika erbaute Kirche ist durch zahlreiche Baustile geprägt, von der Westfront bis zum geraden Ostabschluss der Lady Chapel ist die Kirche etwa 90 m lang.  Während die mittelalterlichen Teile aus dunklem Bruchstein mit Kalksteinen erbaut sind, wurden Teile der im 19. Jahrhundert erbauten Mauern aus Bath Stone und anderen Steinen erbaut, beim Wiederaufbau nach dem Zweiten Weltkrieg wurde auch Beton verwandt, der mit Sandstein verblendet wurde. Die Dächer sind mit Schiefer und Blei gedeckt. Die übergiebelte Westfassade im Early English Style wird durch zwei unterschiedliche Türme flankiert. Der nordwestliche, im Perpendicular Style erbaute Jasper Tower ist an den Ecken von Fialen aus dem 19. Jahrhundert gekrönt, der südwestliche viktorianische Turm besitzt eine steinerne Spitze und ist über 59 m hoch.  Die Strebepfeiler des Nordwestturms wurden vermutlich im 18. Jahrhundert angebaut, nachdem der Südwestturm eingestürzt war. Über dem Portal an der Westfassade befinden sich drei Lanzettfenster, von denen das mittlere erhöht ist, darüber folgt eine gestufte Arkade aus Rundbögen und einem zentralen Mittelfenster.
Trotz der Zerstörungen und der Restaurierungen stammen weite Teile der unteren Mauern des Kirchenschiffs und des Chorraums noch von dem mittelalterlichen Bau, dabei sind die vier im 13. Jahrhundert angebauten westlichen Joche des Langhauses klar erkennbar. Die Obergaden des Kirchenschiffs stammen dagegen aus dem 19. Jahrhundert. Seit dem Wiederaufbau nach dem Zweiten Weltkrieg geht das Langhaus unmittelbar in den Chor über.

### Inneres
Die ältesten Teile im normannischen Stil sind der Chorbogen hinter dem Hochaltar und das Portal, das vom Nordschiff in die St David (oder Welsh Regiment) Chapel führt. Das Portal ist vermutlich das ehemalige Westportal der Kathedrale des 12. Jahrhunderts und wurde bei einer späteren Erweiterung um 1220 umgesetzt. Ein Großteil der Innenausstattung wurde während des Zweiten Weltkriegs zerstört. Beim Wiederaufbau wurde die Decke des Hauptschiffs mit einer hölzernen Decke neu gestaltet, so dass das dreischiffige Langhaus heute wesentlich geräumiger als vor der Zerstörung wirkt. Der Hochaltar wurde niedriger gestaltet, ein vom Präraffaeliten Dante Gabriel Rossetti gestaltetes Triptychon wurde in die St Iltyd Chapel im Erdgeschoss des Nordwestturms verlegt. Vom nördlichen Seitenschiff gelangt man in die bis 1956 neu errichtete Welsh Regiment Memorial Chapel, in der alte Regimentsfahnen hängen.
Der Chor wird durch einen Betonbogen vom Langhaus getrennt, auf dem sich ein Zylinder mit der von Sir Jacob Epstein aus Aluminium gefertigten Skulptur Christ in Majesty befindet. Die Buntglasfenster waren im Zweiten Weltkrieg teilweise ausgelagert, weshalb im Chor noch unter anderem von William Morris und Edward Burne-Jones entworfene Fenster erhalten sind. Das Ostfenster der Lady Chapel wurde 1951 von Geoffrey Webb gestaltet. In der Kirche finden sich mehrere Grabdenkmäler, unter anderem für den 1496 gestorbenen Bischof Marshall sowie die aus dem späten 19. und frühen 20. Jahrhundert stammenden Grabdenkmäler für die Bischöfe Alfred Ollivant und Richard Lewis.
Die 1900 gebaute bisherige Orgel war im Zweiten Weltkrieg schwer beschädigt worden und wurde bis 1958 provisorisch restauriert. 2007 wurde die Orgel durch Blitzeinschlag so beschädigt, dass sie bis 2010 durch eine neue, von Nicholson gebaute Orgel ersetzt wurde. Die Glocken der Kathedrale wurden 1992 neu gegossen, heute besitzt die Kathedrale ein aus 12 Glocken bestehendes Geläut.